# 対日外交戦争

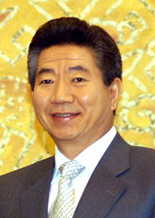
盧武鉉

対日外交戦争（たいにちがいこうせんそう）とは、2005年3月に時の大韓民国大統領の盧武鉉が打ち出した外交政策、外交施政宣言である。「新韓日ドクトリン」とも称される。かつての統治国であった隣国の日本に対し、強硬な対決姿勢を採ることを特徴とする。

## 概説
2005年3月17日、盧武鉉を元首とする大韓民国政府は、「対日4大基調」（新韓日ドクトリン）を発表した。これは、
1. 人類の普遍的価値と常識に基づいた韓日関係の構築
2. 独島（日本名「竹島」）及び過去史問題に対する断固とした対応
3. 我々の大義と正当性を明らかにするための国際社会での積極的な努力
4. 政治、外交、経済、社会、文化、人的交流の持続

を骨子とするものであり、そのなかで、日本国内の歴史教科書については、「過去の侵略と強権の歴史を賛美する教科書」と規定し、竹島問題については、単なる領土問題ではなく、大日本帝国の植民地問題、侵略問題ととらえ、現在の日本の竹島領有権主張は「解放の歴史を否定して過去の侵略を正当化する行為」であると断罪した。
さらに、「日本植民地支配下での被害者」に対する補償、賠償は、第二次世界大戦が終結して60年経過した当時であっても、「いまだ終わっていない」とする立場から、「韓日協定の範囲外の事業と関連して被害を蒙った個人に対しては、日本政府が人権尊重と人類の普遍的規範の遵守レベルで解決するように促す」として1965年の日韓基本条約で請求権問題、賠償問題は最終的に解決したとする日本側の立場、ないし世界における常識的な立場を否定した。
盧武鉉大統領は、韓国民にむけた談話のなかで、「外交戦争もあり得る」「根を引き抜く」「一日二日で終わる戦いではない」「これ以上黙ってはいられない」「韓国は勝利するだろう」など、戦闘的な言辞を多用して日本との対決姿勢を鮮明にし、対日非難を展開した。2005年3月23日の『東亜日報』では、盧大統領の不退転の覚悟を「背水の陣」として称揚するなど、韓国のメディアの多くはこれを歓迎した。韓国内で「対日外交戦争」政策と称された所以である。
当時の状況について、2012年、セヌリ党の鄭夢準は、盧武鉉大統領は司令官が出席する長官会談でアメリカ合衆国に対し、日本を米韓共通の仮想敵国に規定しようと提案し、米国側は当時非常に当惑していたと語っている。
盧武鉉は2005年以降も、「独島問題を日本の歴史教科書歪曲、靖国神社参拝問題とともに、韓日両国の過去の清算と歴史認識、自主独立の歴史と主権守護のレベルで正面から扱っていく」、「世界の世論と日本国民に、日本政府の不当な措置を絶えず告発していく」「日本政府が誤りを正すまで、国家的な力と外交的支援を動員して協力を続ける」などと語り、日本に対して強硬な姿勢をとりつづけた。

## 背景

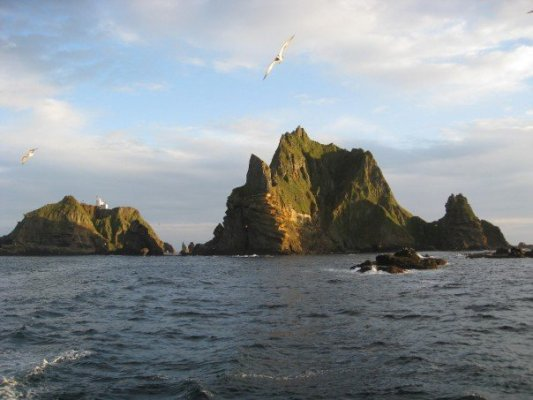
竹島（韓国名「独島」）

2005年（平成17年）2月2日、島根県が竹島の領有権と日本への返還をテレビで訴え、同年3月16日、1905年（明治38年）に当時の島根県知事が所属所管を明らかにする告示を行った2月22日を「竹島の日」とする条例を制定すると、韓国国内の世論はこれに敏感に反応し、慶尚北道議会および鬱陵郡議会は日本糾弾のイベントを開いて激しい反日姿勢を示した。こうしたなか、高野紀元韓国駐在日本大使がソウルのプレスセンターで開かれた外信記者クラブ招請の記者懇談会に招かれ、韓国人記者による、「独島（竹島）が日本の領土であるか」という質問に答えて「竹島は日本領土と考えている」旨を発言したところ、韓国紙は「日本はあえて独島問題を持ち出して、我々に挑戦してきた」と大々的に報道、「原因は日本にあり」「反省しない日本」という大規模な反日キャンペーンを展開した。盧武鉉による同年3月の「対日外交戦争」宣言は、これを受けてのものであった。しかしながら、当時、この経緯を報道した日本国内のメディアはほとんどなかった。
なお、高野大使の発言を受けて、ソウルの日本大使館前では各市民団体が合同で反日集会を開催し、他の団体が、深夜デモ、断指、高野大使の顔が書かれた旗を燃やす、「日本は歴史歪曲を即刻中断しろ」と描かれた紙飛行機30個を日本大使館の中に投げ入れる、高野の名前が書かれたブタを捕獲するパフォーマンスをおこなうなどの大騒動となり、洪貞植を団長とする民族主義団体の活貧団は、深夜デモに参加し、日本の『新しい歴史教科書』（扶桑社版）をかたどったダンボール4箱に火をかけて燃やすなどの示威行動をしたのち、洪貞植団長がナイフで自殺を試みる一幕もあった。

## 「対日外交戦争」政策の展開とその影響
2005年4月、盧武鉉はドイツを訪問し、小泉純一郎首相（当時）が推進しようとしていた日本の国際連合常任理事国入りに断固反対であることを表明、一方でドイツの常任国入りは支持すると発言し、さらにナチスドイツと日本は同罪であると呼びかけて共同宣言を持ちかけたが、ドイツ政府からは問題にされなかった。また、ドイツ在住のユダヤ人代表団からは「ナチスドイツによるホロコーストは人類史上最大で他に例をみない反人類的な犯罪であって、これを日本の韓国統治と同一視することは、ユダヤ人虐殺の人類史的意義を不当に貶める、きわめて非国際的で悪辣な議論である」という厳しい批判を受け、ドイツのメディアからも発言また訪問それ自体が無視された。
2005年5月、韓国政府は「親日反民族行為真相糾明委員会」を発足させ、8月18日には、親日派財産を取り戻すための汎政府的な機構である「親日反民族行為者財産調査委員会」の発足を決めた。また、盧武鉉政権下においては、日本統治時代の「親日派」の子孫を徹底的に排斥、弾圧する法律（「日帝強占下反民族行為真相糾明に関する特別法」及び「親日反民族行為者財産の国家帰属に関する特別法」）が施行された。これらの法律は法の不遡及の原則に反し、憲法違反であるとの批判を受けたが、その真のねらいは当時野党であったハンナラ党党首の朴槿惠の追い落としにあったといわれる。しかし、これら「反日法」は政争に利用されるだけで、結局のところ、戦後韓国の歴代政権が従来おこなってきた諸政策を全否定し、かつての北朝鮮派や共産主義ゲリラこそが真の愛国者であったという主張の拡大につながり、「親北派」が韓国内における政治的発言力を増す結果となった。
2006年4月21日付のワシントンポストは、盧武鉉政権が、日本の海上保安庁の竹島周辺海域海洋調査を阻止するため、日本政府への具体的な圧力として、大韓民国国軍による「島根県内の防衛庁施設」に対する軍事攻撃を検討していたと報道した。このとき、盧武鉉は「武力行使もありうる。国際法上合法だというならば、そんな国際法に意味はあるのか」と語ったといわれ、7月に朝鮮民主主義人民共和国が行ったミサイル乱射に対しても日韓両国は連携できず、国連安全保障理事会での北朝鮮に対する制裁議論に際しても日本人拉致問題を重視する日本は、韓国に対して配慮することができず、両国間の溝は深まった。さらに、同年7月11日に行われたウリ党指導部と統一外交通商委員会所属議員との晩餐会の席上、盧武鉉は「米国は友邦だが、日本とは対決しなければならない」と発言したと、韓国各紙が報道した。さらに、韓国大統領府は米国に対し、日本への核の傘を撤廃して日本を仮想敵国とするよう要請したものの、米国政府は拒否したとも報道されている。
2006年9月、韓国政府はアメリカ合衆国政府に対して、無人偵察機RQ-4 グローバルホークの韓国への販売を許可するように求めていることが明らかにされた。米国は一度はMTCR（「大量破壊兵器の運搬手段であるミサイル及び関連汎用品・技術の輸出管理体制」）の規制を理由に販売を断ったが、両国政府とも前向きに検討中との情報も流れた。韓国政府が進めている「自主防衛」のために必要であるとの趣旨だが、これを報道した9月11日の朝鮮日報によると、無人偵察機導入のあかつきには、北朝鮮や中国以外にも、日本全土に対する偵察任務に当てる見込みであることが明記されている。
2007年7月、金成萬（キム・ソンマン）前韓国海軍司令官（当時予備役中将）は、「独島侵奪の野心をいよいよ実行に移す準備をしている」日本に対し、韓国は軍事力を強化し、長崎県の対馬に対して軍事侵攻計画を立案すべきであると主張する内容の寄稿文を著した。なお、盧武鉉は大統領在任中、不用意に（「独島」の語ではなく）「竹島」の語を用いたために、韓国のマスメディアやネチズンから叩かれるという一幕もあった。
盧武鉉は2009年の大統領退任後、自殺し、また、親日反民族行為真相糾明委員会は2009年、親日反民族行為者財産調査委員会は2010年にその活動を終えたが、朴槿惠政権下の2013年、韓国軍による米国製戦闘爆撃機F-15SE（サイレントイーグル）の選定に際し、その選定否決の理由を、韓国大手のテレビであるMBC文化放送（本社：ソウル特別市）は、「日本は敵国です。国民は戦争の準備を」と報じて話題となった。